# Alistilus magnificus
Alistilus magnificus är en ärtväxtart som beskrevs av Bernard Verdcourt. Alistilus magnificus ingår i släktet Alistilus och familjen ärtväxter. Inga underarter finns listade i Catalogue of Life.